# Ancerville, Moselle
Ancerville là một xã trong vùng Grand Est, thuộc tỉnh Moselle, quận Metz-Campagne, tổng Pange. Tọa độ địa lý của xã là 49° 01' vĩ độ bắc, 06° 23' kinh độ đông. Ancerville nằm trên độ cao trung bình là m mét trên mực nước biển, có điểm thấp nhất là 219 mét và điểm cao nhất là 314 mét. Xã có diện tích 5,23 km², dân số vào thời điểm 1999 là 266 người; mật độ dân số là 50 người/km².

## Thông tin nhân khẩu
| 1962 | 1968 | 1975 | 1982 | 1990 | 1999 |
| ---- | ---- | ---- | ---- | ---- | ---- |
| 204  | 209  | 231  | 238  | 300  | 266  |